# برادلي مونت (تشيشير)
برادلي مونت (بالإنجليزية: Bradley Mount)‏ هي قرية تقع في المملكة المتحدة في شمال غرب إنجلترا.